# Chernobylite (videogioco)
Chernobylite è un videogioco di sopravvivenza, sviluppato da The Farm 51 e pubblicato da All in! Games SA. La versione per Windows è uscita il 28 luglio 2021 mentre delle edizioni per PlayStation 4 e Xbox One il videogioco è uscito il 28 settembre successivo. Entro fine del 2021 il titolo verrà pubblicato anche su PlayStation 5 e Xbox Series X/S. Il gioco è ambientato a Černobyl', dove l'obiettivo del giocatore sarà esplorare ed esaminare significanti ricordi della Centrale Nucleare.

## Modalità di gioco
Il giocatore veste i panni di un fisico, ex operaio della Centrale, che nel 2016 decide di indagare sul disastro nucleare di Chernobyl, 30 anni dopo la morte della sua partner. il gioco è solo in Single-player e viene turbato da alcuni ricordi di quel momento in cui il reattore esplose. Il gioco avrà anche momenti di crafting, in cui verrà indicata la posizione dell'oggetto e il giocatore dovrà riuscire a portare a termine le missioni. Il protagonista, Igor, sarà "fermato" dalla sua compagna in alcune situazioni, in questi momenti il giocatore dovrà parlare con le due scorte militari che supportano il protagonista.

## Sviluppo
Chernobylite è stato sviluppato da The Farm 51. Il gioco è mappato per sfruttare lo sviluppo del Software 3D che riproduce fedelmente la cittadina di Prypiat in Ucraina.
The Farm 51 cominciò a sviluppare Chernobylite nel 2017, anche se la mancanza di fondi rese complicato il progetto. L'11 maggio 2019 l'azienda riuscì a raccogliere più di 100 000 $ da utilizzare come fondi e la cifra arrivò a 206 671 $ ad inizio 2020. Il gioco venne pubblicato in accesso anticipato su Steam e GOG.com il 19 ottobre 2019, mentre la versione completa è stata lanciata il 28 luglio 2021 per Microsoft Windows.

## Accoglienza
Alessandra Borgonovo di Multiplayer.it sostenne che Chernobylite era un'ottima esperienza basata sulla tragedia avvenuta realmente nel 1986. Si trattava di un gioco dove la sopravvivenza era l'elemento chiave, attorno alla quale ruotavano le altre meccaniche gestionali, GDR e horror, ottenendo così un mix che funzionava e intratteneva nonostante la percettibile ridondanza da un certo punto in avanti. Il giocatore si sarebbe mostrato curioso nello scoprire la conclusione delle vicende che si presentavano molto più complesse di quanto potessero sembrare, attraversando un percorso lungo il quale si sarebbe stati chiamati a compiere decisioni che avrebbero portato a ripercussioni anche in futuro; tali conseguenze si potevano tuttavia sovvertire modificando il passato, nel caso il personaggio dovesse morire, rivelandosi un concetto interessante e ben sfruttato affinché non eccedesse né da un lato né dall'altro. In conclusione Borgonovo affermò che il gioco ricordava per certi versi la serie di S.T.A.L.K.E.R., ma non aveva abbastanza anima da ritagliarsi una propria identità.